# Viktor Rakov
Viktor Viktorovitch Rakov  (en russe : Виктор Викторович Раков), né le 5 février 1962 à Moscou en Union soviétique, est un acteur russe de théâtre et cinéma,.

## Biographie
Sorti de l'Académie russe des arts du théâtre en 1984, Viktor Rakov devient acteur de Théâtre du Lenkom. On lui décerne le prix théâtral Tchaïka [Mouette] en 1997, pour son interprétation du rôle de Thomas Cromwell dans Korolevskie igry adapté de Anne des mille jours de Maxwell Anderson. Son début au cinéma a lieu en 1983, alors qu'il est encore étudiant, mais il se fait vraiment remarques dans Tuer le dragon de Mark Zakharov en 1988. En 2003, Viktor Rakov est nommé artiste du peuple de la fédération de Russie par le président Vladimir Poutine.
Sur la scène du Lenkom, il interprète le rôle du comte Rezanov dans le célèbre opéra rock Junon et Avos (en) d'Alexeï Rybnikov de 2006 à 2016.
Il reçoit l'ordre de l'Amitié en 2013.

## Filmographie partielle
- 1988 : Tuer le dragon (Убить дракона) de Mark Zakharov : Heinrich
- 1990 : La Mère (Мать) de Gleb Panfilov : Pavel Vlassov
- 1991 : Humiliés et Offensés (Униженные и оскорблённые)  de Andreï Echpaï : Aliocha
- 2006 : Vivant (Живой) d'Alexandre Veledinski : philosophe
- 2006 : Transe de Teresa Villaverde
- 2009 : L'Amiral (Адмиралъ) d'Andreï Kravtchouk : Popov